# 1138 Attica
1138 Attica là một tiểu hành tinh vành đai chính bay quanh Mặt Trời. Nó hoàn thành một chu kỳ quay quanh Mặt Trời là 6 năm. Nó được phát hiện bởi Karl Wilhelm Reinmuth ngày 22 tháng 11 năm 1929. Nó được đặt theo tên the region in eastern Hy Lạp with the capital Athens. Tên ban đầu của nó là 1929 WF.